# Шорново (Московская область)
Шорново — деревня в Рузском районе Московской области, входит в состав сельского поселения Ивановское. Население 13 человек на 2006 год. До 2006 года Шорново входило в состав Ивановского сельского округа.
Деревня расположена в центральной части района, примерно в 5 километрах к северо-западу от Рузы, на левом берегу реки Руза, высота центра над уровнем моря 185 м. Ближайшие населённые пункты — в 0,5 км восточнее деревня Покров и посёлок Гидроузел.